# 爪切男
爪 切男（つめ きりお、1979年 - ）は日本の小説家。香川県生まれ。男性。

## 経歴
父親がアマチュアレスリングの元選手だったため、格闘技が身近な環境で育つ。また父親の仕事の関係でCDのサンプル盤をよく手に入れており、高校時代はミュージシャン志望だった。九州の大学を卒業後、派遣社員として働き、佐世保市、中野区、渋谷区などに住んだ。
こだまや乗代雄介らとともに文芸同人誌「なし水」を創刊し、文学フリマに参加。
2018年、「日刊SPA」での連載を大幅に加筆修正した『死にたい夜にかぎって』でデビュー。

## 著書
- 『死にたい夜にかぎって』扶桑社 2018、扶桑社文庫 2019 ※2020年にテレビドラマ化
- 『もはや僕は人間じゃない』中央公論新社 2021
- 『働きアリに花束を』扶桑社 2021
- 『クラスメイトの女子、全員好きでした』集英社 2021 ※2024年にテレビドラマ化
- 『午前三時の化粧水』集英社 2025